# Hector Morales
Hector Elias Morales (nacido en 1954) es un abogado y ejecutivo estadounidense que se desempeñó como embajador de los Estados Unidos ante la Organización de los Estados Americanos entre 2008 y 2009.

## Biografía
Obtuvo su B.A. en historia en la Universidad de Columbia en 1985 y un J.D. de la Facultad de Derecho de la Universidad de Texas en 1989. Ejerció como abogado en Austin y Houston. Se unió a Reliant Ernegy en el departamento legal de 1993 a 1997. Entre 1997 y 2000, se desempeñó como director de Reliant en Argentina.
Fue vicepresidente senior de Viamericas Corporation y director ejecutivo de Estados Unidos del Banco Interamericano de Desarrollo (BID).
Fue designado el 10 de marzo de 2008 como embajador de los Estados Unidos ante la Organización de los Estados Americanos por el presidente George W. Bush. Ocupó este cargo hasta septiembre de 2009. También fue confirmado como miembro de la junta directiva de la Fundación Interamericana. Después de renunciar a su cargo de embajador, ha sido director gerente de Macquarie Group y presidente de Macquarie Development Corporation. Es miembro de la junta de la National Audubon Society y es miembro del Consejo de Embajadores Estadounidenses.